# Język ujir
Język ujir (a. udjir) – język austronezyjski używany w prowincji Moluki w Indonezji, na wyspach Ujir (Udjir) i Wokam w grupie wysp Aru. Według danych z 2011 roku posługuje się nim 1030 osób.
Tradycyjny obszar użytkowania tego języka obejmuje dwie wsie: Ujir i Samang. W obu miejscowościach praktycznie zanikł. Jest wypierany przez lokalny malajski.